# Estado Islámico de Turquía
El Estado Islámico de Turquía (EI-TP; árabe : الدولة الإسلامية – ولاية تركيا; turco: İslam Devleti – Türkiye Vilayeti) es una rama o provincia del Estado Islámico (EI), activa en Turquía. El grupo se formó el 10 de julio de 2019. El EI-TP es mucho menos activo que otras provincias establecidas del Estado Islámico, en particular la Provincia de África Occidental (ISWAP) y la Provincia de Jorasáno (ISIS-K).

## Historia
El grupo nunca fue tan activo como otras facciones del Estado Islámico. Todos los ataques anteriores del Estado Islámico en Turquía fueron cometidos por Dokumacılar, una célula no oficial.
El Estado Islámico de Turquía no se basa en las fronteras de la República de Turquía, ya que el Estado Islámico considera que esas fronteras son antinaturales y creadas por incrédulos. La llamada provincia islámica de Turquía incluye solo las regiones turcas de Anatolia, mientras que las regiones de Laz del Mar Negro son parte de la Provincia del Cáucaso, las regiones árabes de Hatay, Kilis y Sanliurfa son parte directa del Dáesh neuronal (provincia de Levante (Sham)), y las regiones kurdas son parte de la Provincia de Kurdistán.
El grupo llevó a cabo el tiroteo en la iglesia cristiana de Estambul en enero de 2024.